# Suïssa al Festival de la Cançó d'Eurovisió 2012
| Edició                   | 2012                                                                      |
| Televisio(ns) implicades | SF, RTS i TSI.                                                            |
| Nom de la preselecció    | Die Grosse Entscheidungs Show.                                            |
| Dates                    | La final va ser el 10 de desembre de 2011.                                |
| Format                   | Festival obert. Una única gala; el resultat es decideix 100% per televot. |
| Presentadors             | Sven Epiney.                                                              |
| Nombre de participants   | 14 finalistes.                                                            |

Les televisions públiques suïsses es van tornar a unir per reeditar l'exitosa fórmula emprada al 2011, anomenada Die Grosse Entscheidungs Show.

## Organització
Cadascun dels tres canals públics helvètics va escollir una sèrie de propostes que competiran a la final prevista pel dia 10 de desembre de 2011, on el guanyador es decidirà únicament per televot.
La SF, principal responsable de l'event, va tornar a emprar una plataforma web perquè els candidats pengessin les seves cançons durant el mes de setembre de 2011, amb la finalitat que després els internautes votessin les seves favorites. D'aquest sistema, afegint un 50% del vot d'un jurat, en sortirien sis finalistes.
Altres tres finalistes s'escullen a través de DRS3 Radio; l'ens francòfon RTS en tria tres més de forma mixta (jurat i televot), i finalment l'ens de parla italiana RSI escull els dos finalistes restants.
La seu de la final va ser el Bodensee Arena, a la ciutat de Kreuzlingen.

## Candidats
1) Els candidats que han presentat propostes a la SF, a través de la plataforma web de la cadena, es poden consultar al següent enllaç extern:
http://www.eurovisionplattform.sf.tv/videos Arxivat 2011-08-12 a Wayback Machine.
Els sis escollits han estat:
- Emel - She
- I Quattro - Fragile
- Ivo - Peace & freedom
- Lys Assia (guanyadora del Festival de 1956) - C'était ma vie
- Macy - Shining
- Raphael Jeger - The song in my head

2) Els candidats de la branca francòfona RTS es troben a una altra plataforma web:
http://www.rsr-prod.ch/eurosong
Els tres finalistes escollits han estat:
- Katherine St-Laurent - Wrong to let you go
- Sosofluo - Quand je ferme les yeux
- Ze Flying Zézettes Orchestra - L'autre

3) Els candidats de la branca de parla italiana RSI es troben a la plataforma:
http://www.rsi.ch/eurosong Arxivat 2011-10-08 a Wayback Machine.
Els dos finalistes escollits per televot a una gala televisada des de Seroca d'Agno el dia 8 de novembre de 2011 han estat:
- Sinplus - Unbreakable
- Chiara Dubey - Anima nuova

4) Els candidats de DRS3 Radio són:
- Guillermo Sorya - Baby baby baby
- Patric Scott feat. Fabienne Louves - Real love
- Atomic Angels - Black symphony

## Resultats
La final va tindre lloc a Kreuzlingen el 10 de desembre de 2011. Un jurat compost per Nik Hartmann, Carlos Leal i Stampf va avaluar cadascuna de les cançons, tot i que el resultat es va decidir únicament a través del televot del públic.
La composició de la final va quedar de la següent forma:
| Nº | Ens  | Intèrpret(s)                       | Cançó                   | Posició | Vots.  |
| -- | ---- | ---------------------------------- | ----------------------- | ------- | ------ |
| 1  | DRS3 | Patric Scott feat. Fabienne Louves | Real love               | 6       | 9,81%  |
| 2  | SF   | Emel                               | She                     | 11      | 1,30%  |
| 3  | RSI  | Chiara Dubey                       | Anima nuova             | 3       | 13,82% |
| 4  | DRS3 | Guillermo Sorya                    | Baby baby baby          | 12      | 1,19%  |
| 5  | SF   | Macy                               | Shining                 | 9       | 3,49%  |
| 6  | RTS  | Sosofluo                           | Quand je ferme les yeux | 14      | 1,08%  |
| 7  | DRS3 | Atomic Angels                      | Black symphony          | 10      | 2,36%  |
| 8  | SF   | Ivo                                | Peace and freedom       | 2       | 16,02% |
| 9  | RTS  | Ze Flying Zézettes Orchestra       | L'autre                 | 13      | 1,17%  |
| 10 | SF   | Raphael Jeger                      | The song in my head     | 7       | 5,96%  |
| 11 | SF   | I Quattro                          | Fragile                 | 4       | 10,56% |
| 12 | RSI  | Sinplus                            | Unbreakable             | 1       | 17,87% |
| 13 | SF   | Lys Assia                          | C'était ma vie          | 8       | 5,46%  |
| 14 | RTS  | Katherine St. Laurent              | Wrong to let you go     | 5       | 9,91%  |

Sinplus guanyen amb un 17,87% del televot i representaran Suïssa al Festival de 2012 amb la cançó Unbreakable.